# Samuel Mudd
Samuel Alexander Mudd I (contea di Charles, 20 dicembre 1833 – Waldorf, 10 gennaio 1883) è stato un medico statunitense.
Fu arrestato e condannato per favoreggiamento e cospirazione, insieme a John Wilkes Booth ed altri, nell'omicidio di Abraham Lincoln.
Nel carcere dove era imprigionato, l'isola fortezza Fort Jefferson scoppiò, nel 1867, un'epidemia di febbre gialla per la quale perì anche il medico del carcere. Mudd ne prese il posto, adoperandosi per arginare la diffusione della malattia. Gli stessi soldati di guarnigione alla fortezza scrissero una petizione in suo favore al presidente Andrew Johnson il quale concesse la grazia e Mudd venne rilasciato nel 1869.
Alcuni storici attribuirono al suo cognome l'origine dell'espressione Your name is mud ("Il tuo nome è fango"). In realtà la frase è stata riportata nel dizionario Slang - A dictionary of the turf di John Badcock nel 1823, dieci anni prima della nascita di Mudd, confutando tale teoria.

## Mudd nella cultura di massa
Il film Il prigioniero dell'isola degli squali del 1936, diretto da John Ford, è basato sulla vita di Mudd.